# Чернега Олександр Вікторович
Олекса́ндр Ві́кторович Черне́га (1990—2022) — старший сержант Збройних сил України, учасник російсько-української війни, що загинув під час російського вторгнення в Україну.

## Життєпис
Народився 9 вересня 1990 року. Закінчив Ніжинську ЗОШ І—III ст. № 9 у 2006 році. Відтак вступив до Ніжинського агротехнічного інституту, навчався за спеціальністю інженер-механік до 2013 року. Після закінчення інституту уклав контракт на військову службу у складі Збройних Сил України. З 2014 року брав участь в АТО на Луганщині та Донеччині, в ході якої зазнав поранення. 
Загинув 30 березня 2022 року під час виконання бойового завдання разом із Дмитром Крошкою та Олександром Єсипенком поблизу с. Велика Дорога Ніжинського району Чернігівської області.

## Нагороди
- Орден «За мужність» III ступеня (2022, посмертно) — за особисту мужність і самовіддані дії, виявлені у захисті державного суверенітету та територіальної цілісності України, вірність військовій присязі[2].
- Нагрудний знак «Учасник АТО».